# (29939) 1999 JS52
A (29939) 1999 JS52 a Naprendszer kisbolygóövében található aszteroida. A LINEAR projekt keretében fedezték fel 1999. május 10-én.